# Ngoại giao ngân phiếu
Ngoại giao ngân phiếu (tiếng Anh: Checkbook diplomacy) là thuật ngữ mô tả chính sách đối ngoại sử dụng những hỗ trợ kinh tế và đầu tư giữa các quốc gia nhằm mang đến sự ủng hộ về mặt ngoại giao.

## Cộng hòa Nhân dân Trung Hoa/ Trung Hoa Dân Quốc
Ở Đông Á, thuật ngữ này thường được dùng để chỉ cuộc cạnh tranh giữa Cộng hòa Nhân dân Trung Hoa (Trung Quốc đại lục) và Trung Hoa Dân Quốc (Đài Loan) để tìm kiếm "sự công nhận" trên toàn thế giới, nhất là ở khu vực Thái Bình Dương.

## Abkhazia và Nam Ossetia
Gần đây, thuật ngữ này còn được dùng để nói đến việc một số quốc đảo Thái Bình Dương công nhận về mặt ngoại giao sự ly khai của các quốc gia Nam Kavkaz là Abkhazia và Nam Ossetia. Nauru đã công nhận cả hai quốc gia này để đổi lấy 50 triệu đô-la viện trợ từ Nga. Tuvalu cũng công nhận Abkhazia và Nam Ossetia sau khi nhận được một chuyến tàu chở đầy nước ngọt từ Abkhazia, động thái này được cho là do Nga đề nghị. Vanuatu công nhận Abkhazia (nhưng không công nhận Nam Ossetia) sau khi Nga âm thầm viện trợ một khoản tiền tương đương khoản Nauru đã nhận. Tuvalu và Vanuatu sau đó đã rút lại sự công nhận của họ và tái thiết lập quan hệ ngoại giao với Georgia. Nauru là quốc đảo Thái Bình Dương duy nhất hiện nay có quan hệ ngoại giao với ít nhất một trong hai nhà nước Abkhazia hoặc Nam Ossetia.

## Khác
Thuật ngữ này còn được dùng để mô tả sự tham gia của Đức và Nhật Bản trong và sau Chiến tranh Vùng Vịnh lần thứ nhất. Sau Thế chiến II, dưới sức ép của Khối Đồng Minh, hiến pháp của cả hai nước này đều cấm quân đội hai nước tham gia các liên minh quân sự (xem Điều 9 Hiến pháp Nhật Bản và Điều 87a Luật cơ bản của Cộng hòa Liên bang Đức). Thay vào đó, Đức và Nhật đã ủng hộ một khoản tiền lớn cho cuộc chiến. Tuy nhiên, Đức cũng đóng góp các đơn vị Hải quân NATO bổ sung ở những khu vực khác.